# 笠ヶ岳
笠ヶ岳（かさがたけ）は、岐阜県高山市にある飛騨山脈の標高2,898 mの山である。中部山岳国立公園内にあり、日本百名山及び新・花の百名山に選定されている。

## 概要
丸いお椀型の隆起がなだらかな稜線の上に、ポッカリと突き出た特徴的な姿で、北は立山連峰、南は御嶽山からでも、一目でそれと分かる山容をしている。山名もその笠を伏せたような姿に由来している。日本の各地に同名の山が複数あり、その最高峰である。
春になると、山頂直下を頭とする馬の雪形が現れ、高山盆地からも望むことができる。飛騨では、この雪形が現れる頃が田植えの時期と昔から言い伝えられている。
北は、槍ヶ岳西鎌尾根と双六岳を結ぶ東西の稜線上の樅沢岳に至り、南は岩峰で日本有数のロック・クライミングのルートを持つ錫杖岳に連なっている。また、高原川の支流の蒲田川の源流を挟んで、東の槍穂高連峰と対峙している。北西側は金木戸川（高原川の支流）の源流となっている。

## 歴史
- 1683年（天和3年） - 円空上人が初登頂し開山したとされている[3]。頂上に大日如来を安置する[8]。
- 1782年（天明2年）6月 - 高山宗猷寺の南裔上人と北洲上人、両僧が登頂する。その際頂上に鉄札を奉納し、以来40年間世人から忘れられていた[9]。
- 1823年（文政6年） - 播隆上人（1786年 - 1840年）が笠ヶ岳を再興した。その頂上からの神々しい槍ヶ岳の姿を臨んで槍登頂の大願を起こし、5年後に槍ヶ岳を開山した。
- 1824年（文政7年）8月5日 - 播隆上人と村人らが、道標の石仏と山頂に奉納するための銅造阿弥陀如来仏像を持ち登頂した。今日でも笠ヶ岳山頂には頑強な岩屋造りの祠の中に銅製の仏像が安置されている。
- 1894年（明治27年）8月2日 -  イギリス人のウォルター・ウェストンが登頂[7]。
- 1902年（明治35年） - 陸地測量部の直井武らが山頂に二等三角点を設置した。
- 1913年（大正2年）8月 - 小島烏水らが双六谷から登り、穴毛谷へ下った[10]。
- 1932年（昭和7年） - 山頂付近に笠ヶ岳山荘が建設された[11]。
- 1934年（昭和9年）12月4日 - 山域が中部山岳国立公園の特別保護地区に指定された[5]。
- 1964年（昭和39年） - 翌年の第20回国民体育大会に合わせて笠新道が開設され[7]、その後笠ヶ岳へのメインの登山ルートになった。
- 1995年（平成7年）6月10日 - 田中澄江が『新・花の百名山』を出版し、笠ヶ岳とそれを代表する高山植物（ミヤマダイコンソウ、シナノキンバイ、ヒメレンゲなど）を紹介した[6]。
- 1995年 - 笠ヶ岳を背景にした高山祭の80円切手が郵政省から発売された[12]。

## 登山

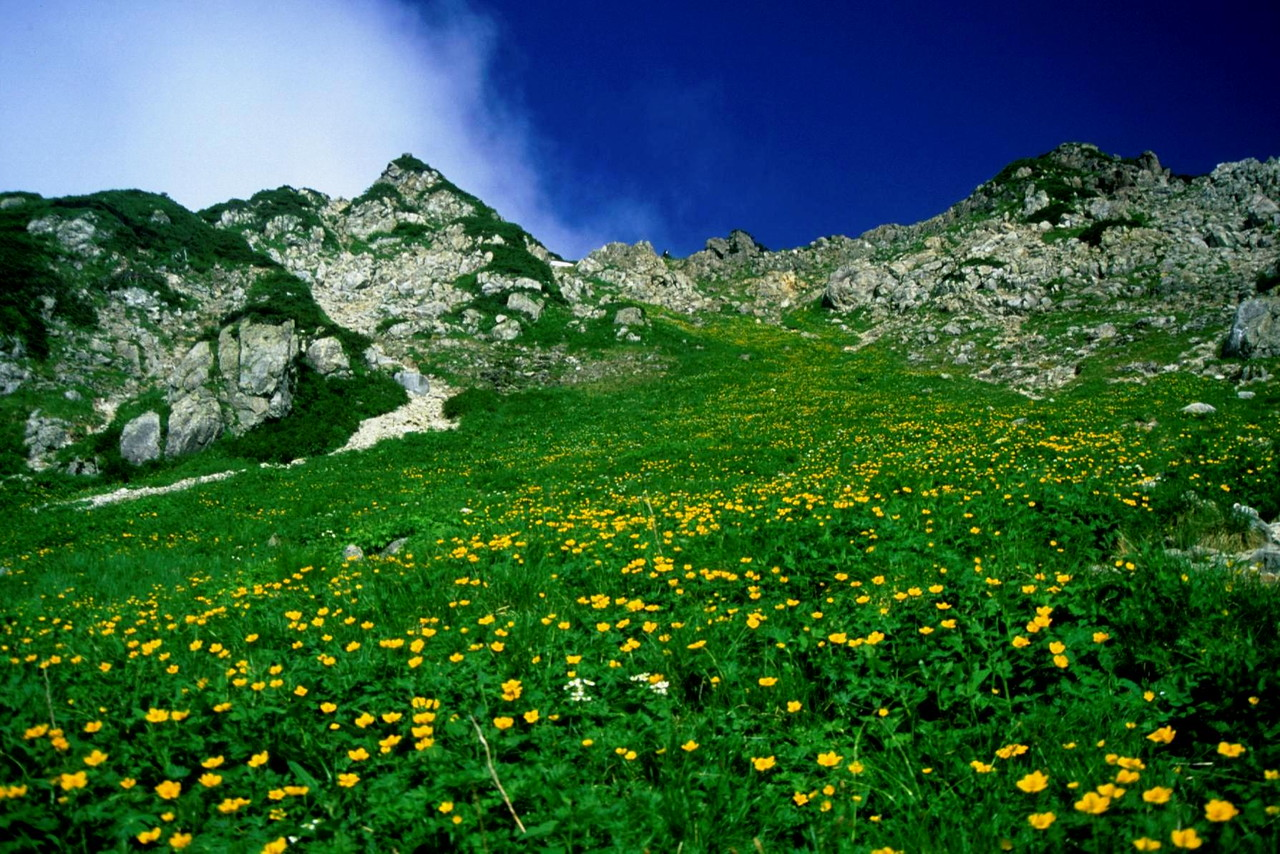
笠新道杓子平付近のシナノキンバイとハイマツ

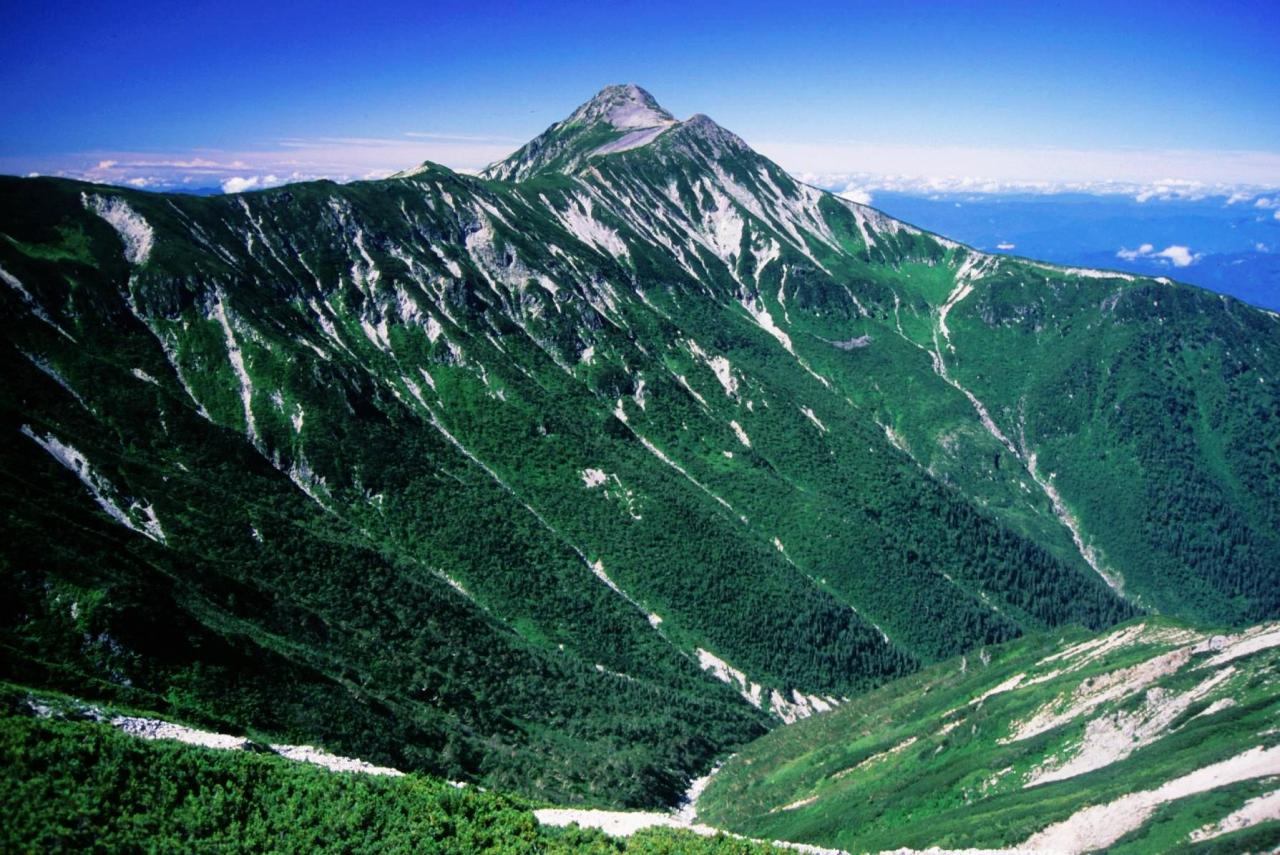
秩父岩方面から望む笠ヶ岳

### ルート
3つの登山ルート（登山道）がある。
- 笠新道

山頂への最短ルート。ワサビ平の南側に登山口がある。登山口までの林道は、半分以上は砂利道であるが、自転車移動も可。過去に下部の岩小舎沢で登山道が崩落し、北のワサビ平側にルートが付け替えられている。杓子平までは急斜度の登りが連続する。杓子平から抜戸岳山頂近くの稜線合流点までは、高山植物のお花畑が続く。ここから山頂までは森林限界のハイマツ帯で、ライチョウの生息地となっている。
- 弓折岳からの縦走路

小池新道をとって、わさび平小屋・鏡平山荘を経て、稜線上の弓折岳付近まで登り、そこから双六小屋に向かい一泊、翌日Uターンして笠ヶ岳に至るルート。大きく迂回する形となるが、初級者向けである。新穂高温泉から双六小屋までの登りは標高差があり時間もかかるが、途中に山小屋もあり、ルート自体も危険箇所がない。また、双六小屋から笠ヶ岳の稜線伝いのルートも、標高差がほとんどなくお花畑が点在しており、一部のガレ場以外は比較的楽な道が続く。なお、前述のコースで泊を鏡平山荘にして、翌日、双六小屋往復部分はカットし、弓折岳から直接笠ヶ岳に向かうこともできる。
- クリヤ谷のルート

クリヤの頭を通り槍見温泉に下るルート。途中、沢を何度も横切るため、雨天後などの増水時には注意が必要である。
これ以外のバリエーションルートとしては穴毛谷がある。第一岩稜、第二岩稜などがロッククライミングの登攀対象となる。この谷は雪崩の巣であり、積雪期の登攀には十分な注意が必要である。

### 周辺の山小屋

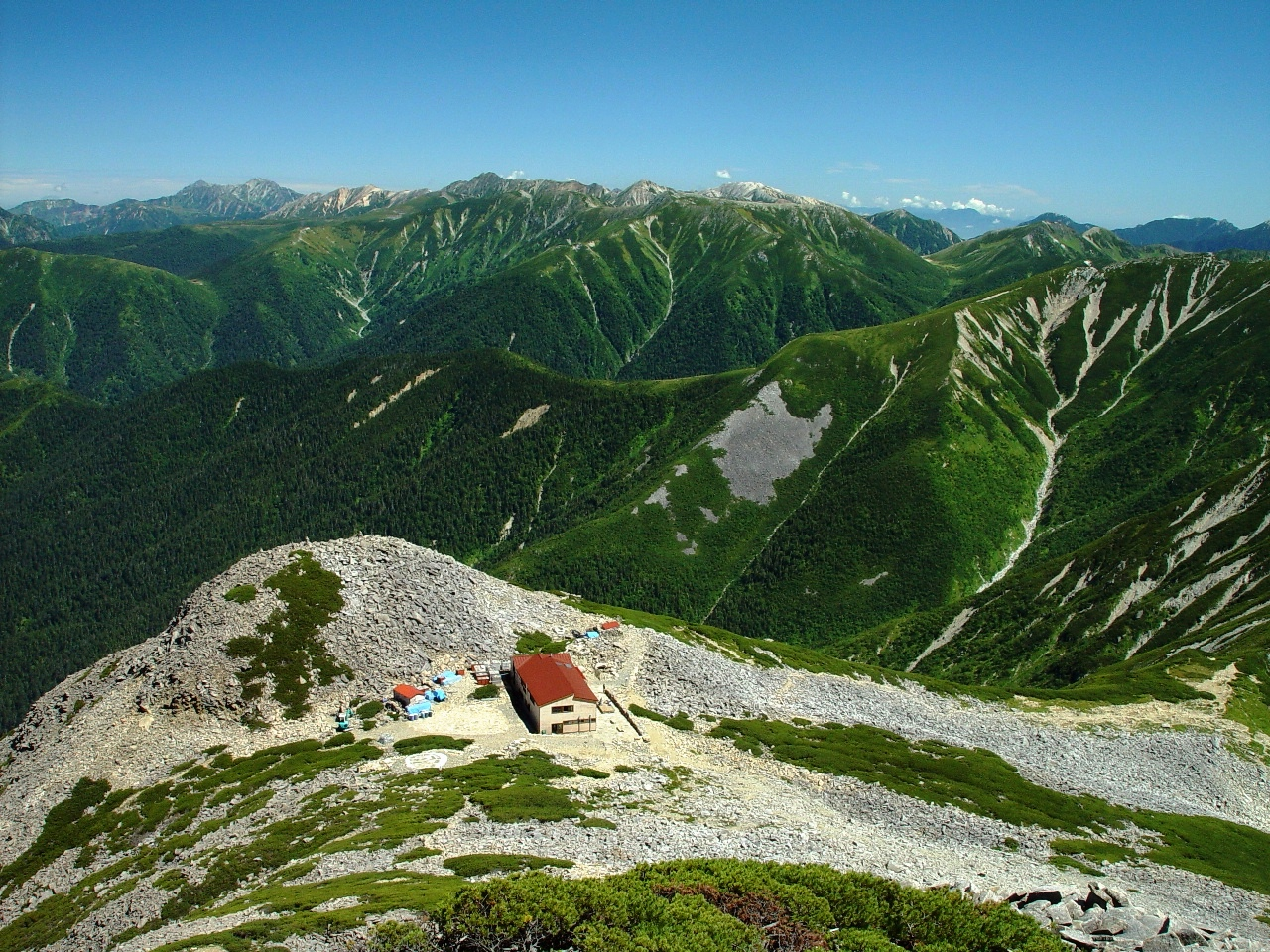
山頂から望む笠ヶ岳山荘と北アルプス

周辺には複数の山小屋があり、登山シーズン中に営業されている。
| 名称         | 所在地                 | 収容 人数 | キャンプ 指定地 | 備考                 |
| ------------ | ---------------------- | --------- | --------------- | -------------------- |
| 笠ヶ岳山荘   | 笠ヶ岳の山頂直下       | 100人     | テント25張      |                      |
| わさび平小屋 | 左俣林道のわさび平     | 60人      | テント30張      | 入浴施設             |
| 鏡平山荘     | 弓折岳の直下           | 120人     | なし            | 小池新道、周辺に鏡池 |
| 槍ヶ岳山荘   | 槍ヶ岳山頂南側直下の肩 | 650人     | テント30張      |                      |
| 双六小屋     | 双六岳と樅沢岳との鞍部 | 200人     | テント60張      |                      |

## 地理
笠ヶ岳周辺はかつて存在したカルデラが浸食されることにより形成されたコールドロンである。

### 周辺の主な山

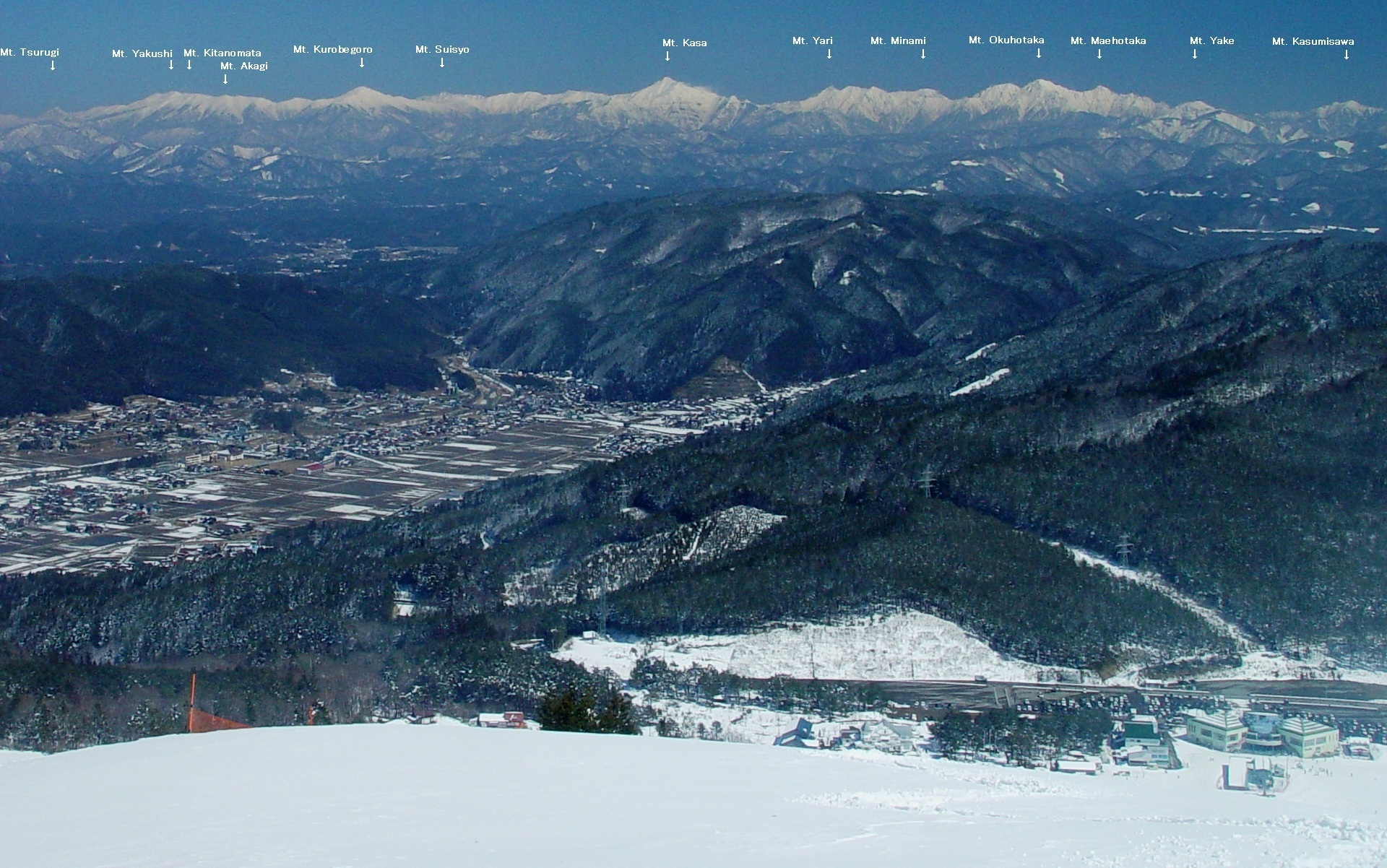
位山から望む笠ヶ岳周辺の北アルプスの山並

飛騨山脈（北アルプス）南部の双六岳の主稜線から南に派生する尾根上にある。南部に延びる尾根には、錫杖岳と大木場ノ辻のピークがある。北西及び南西に延びる尾根もある。
| 山容                                                                                        | 山名       | 標高 (m) | 三角点等級 基準点名 | 笠ヶ岳からの 方角と距離 (km) | 備考       |
| ------------------------------------------------------------------------------------------- | ---------- | -------- | ------------------- | ---------------------------- | ---------- |
| 笠ヶ岳から望む槍ヶ岳・大喰岳・中岳（2002年8月29日撮影）                                     | 槍ヶ岳     | 3,180    |                     | 東北東 9.2                   | 日本百名山 |
| 弓折岳方面（大ノマ岳）から望む双六岳、左側が双六南峰、谷部は双六谷の源頭部（2004年8月12日） | 双六岳     | 2,860.29 | 二等 「中俣岳」     | 北北東 7.1                   |            |
| 小池新道新道から見下ろす鏡平山荘、遠景は奥丸山と穂高岳（2004年8月12日）                     | 奥丸山     | 2,439.46 | 三等 「犬公望」     | 東 6.3                       | 中崎尾根   |
| 笠ヶ岳から望む抜戸岳、右奥に槍ヶ岳（2002年8月29日）                                         | 抜戸岳     | 2,812.80 | 三等 「奥笠ケ岳」   | 東北東 2.6                   |            |
| 抜戸岩方面から望む笠ヶ岳（1996年7月28日）                                                   | 笠ヶ岳     | 2,897.48 | 二等 「笠ケ岳」     | 0                            | 日本百名山 |
| クリヤ谷から望む錫杖岳（2002年8月29日）                                                     | 錫杖岳     | 2,168    |                     | 南 3.8                       | エボシ岩   |
| 西穂高独標から望む錫杖岳と大木場ノ辻（1996年4月14日）                                       | 大木場ノ辻 | 2,232.43 | 三等 「大木場」     | 南 4.8                       |            |
| 笠ヶ岳から望む穂高岳（2002年8月29日）                                                       | 穂高岳     | 3,190    |                     | 東南東 9.2                   | 日本百名山 |
| 笠新道から望む焼岳（2016年7月19日）                                                         | 焼岳       | 2,455.37 | 二等 「焼岳」       | 南南東 10.4                  | 日本百名山 |
| 笠新道から望む乗鞍岳（2016年7月19日）                                                       | 乗鞍岳     | 3,025.64 | 一等 「乗鞍岳」     | 南 23.2                      | 日本百名山 |
| 笠ヶ岳から望む白山（2002年8月29日）                                                         | 白山       | 2,702.17 | 一等 「白山」       | 西南西 72.3                  | 日本百名山 |

### 源流の河川
以下の源流となる河川は高原川水系で日本海へ流れる。
- 穴毛谷（蒲田川の支流）
- 金木戸川と笠谷（高原川の支流）

## 笠ヶ岳の風景と展望

### 笠ヶ岳の風景

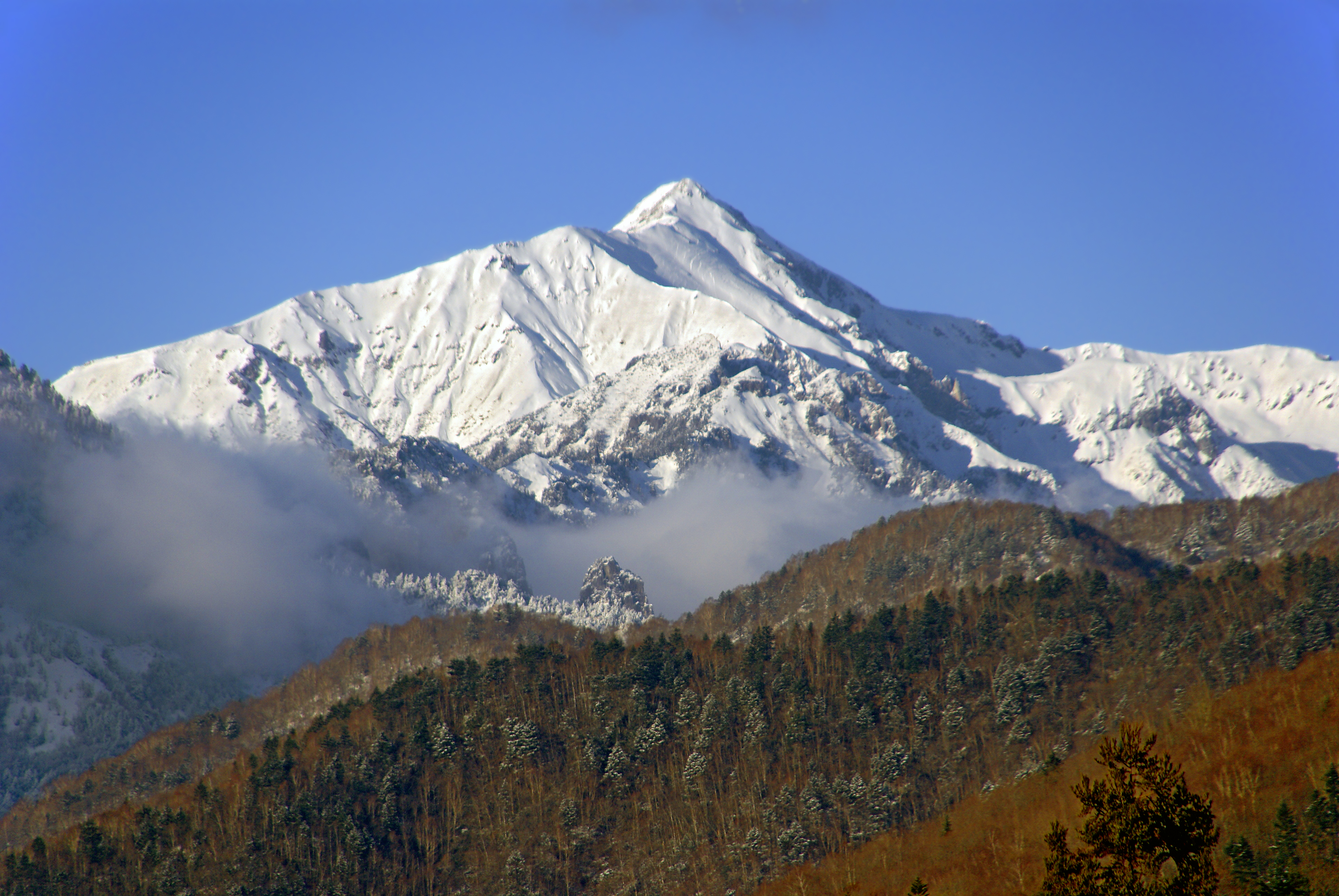
平湯温泉から望む笠ヶ岳
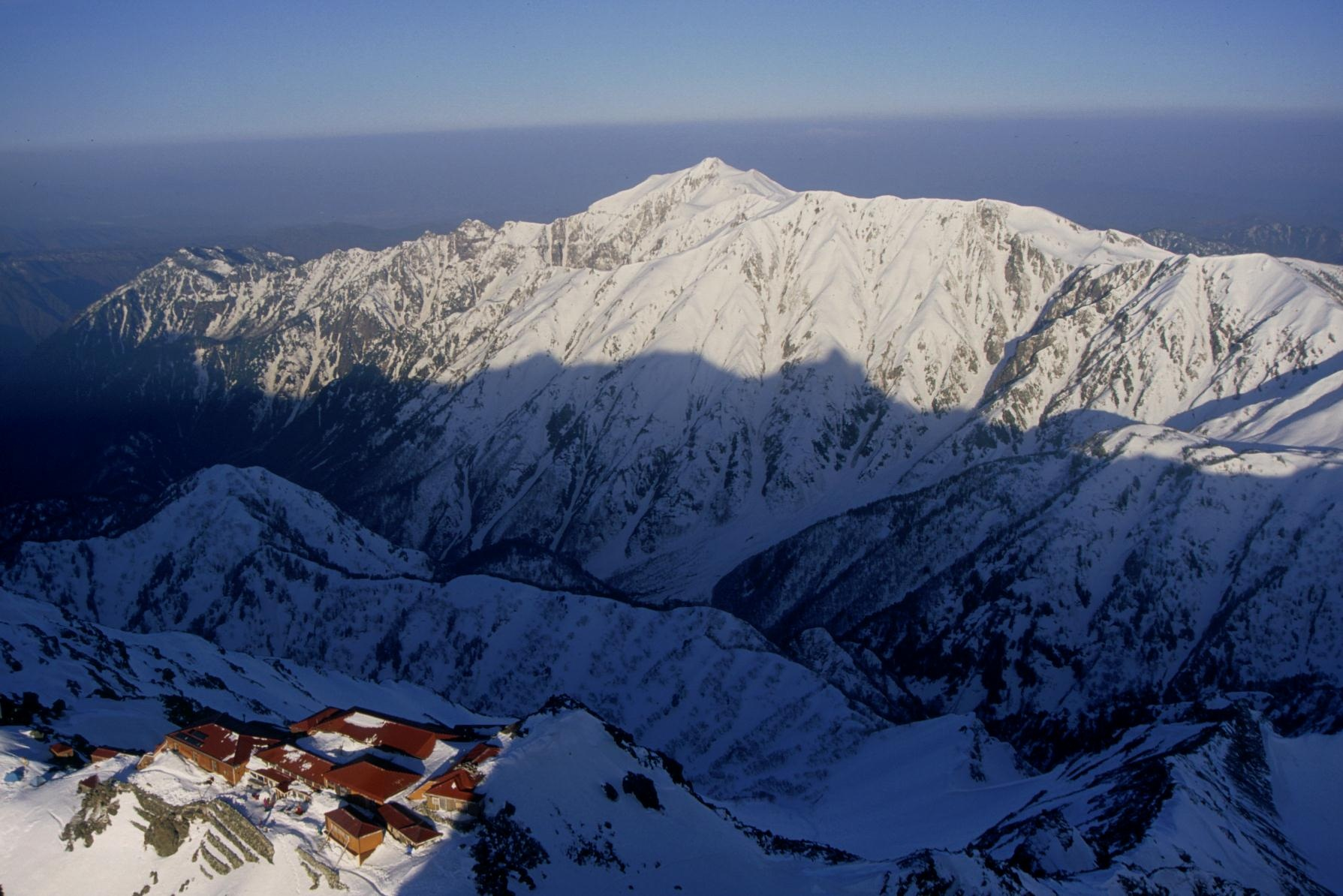
槍ヶ岳から望む笠ヶ岳
焼岳から望む笠ヶ岳と抜戸岳
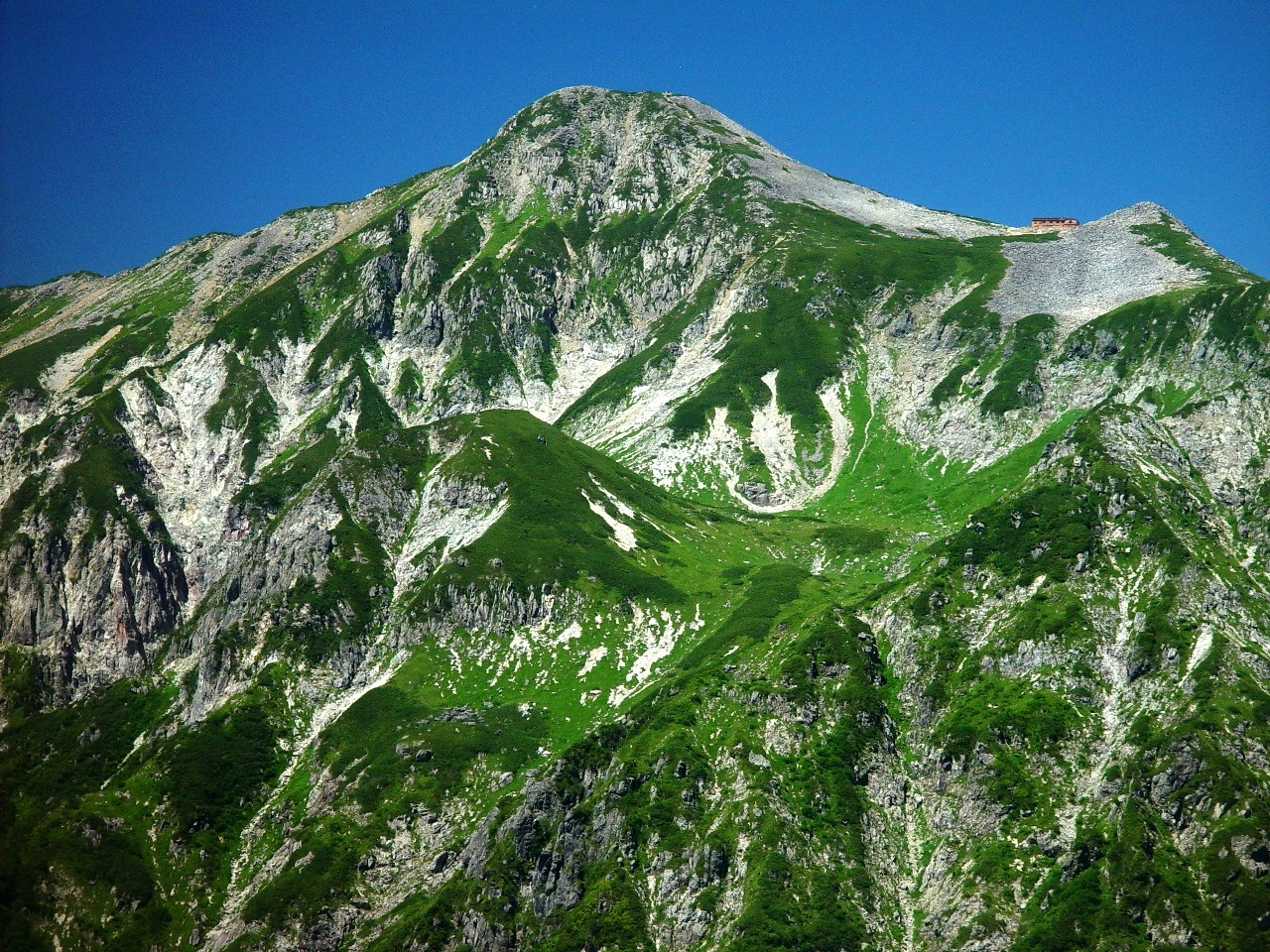
杓子平から望む笠ヶ岳

### 笠ヶ岳からの展望

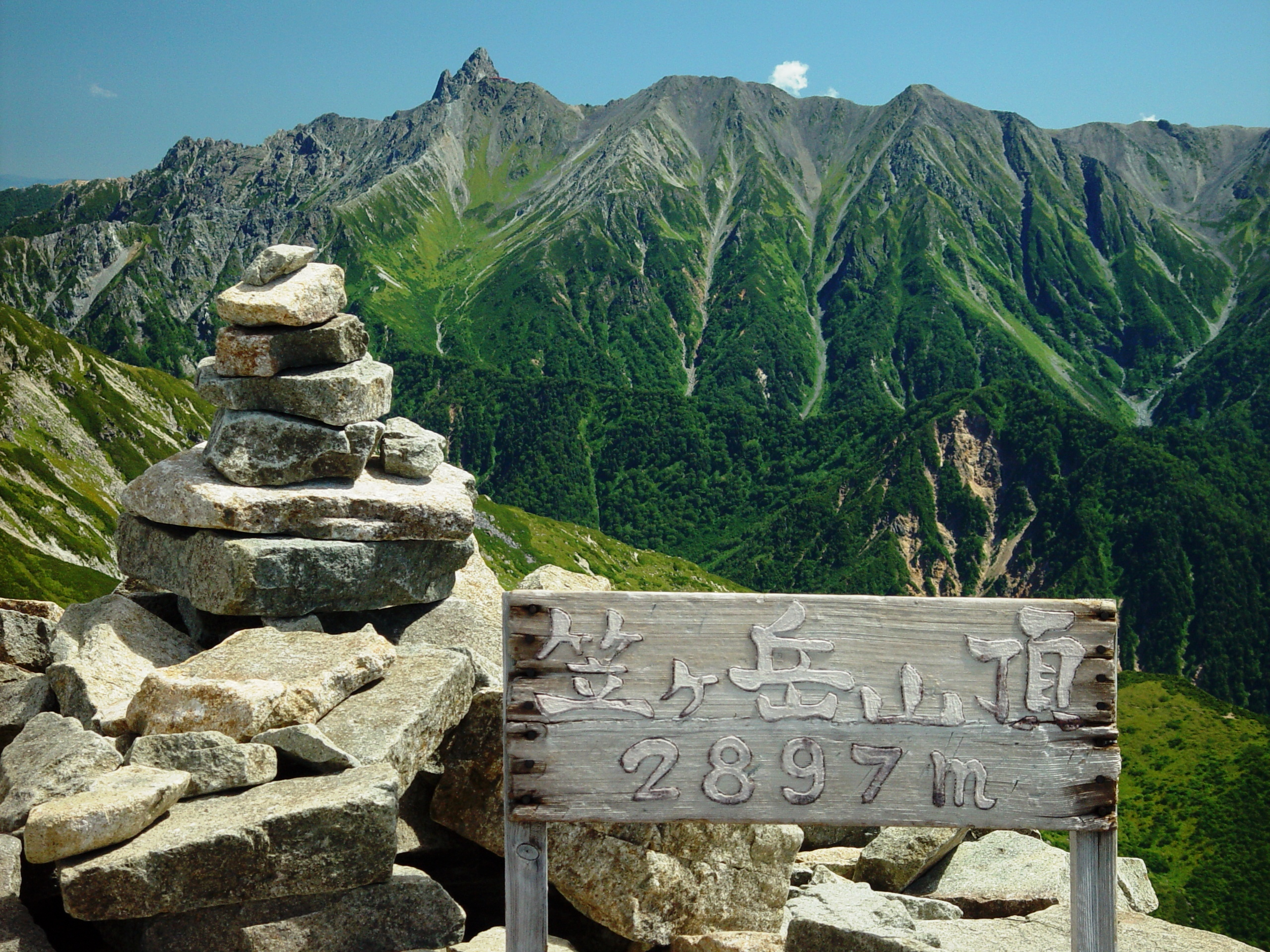
槍ヶ岳、大喰岳と中岳
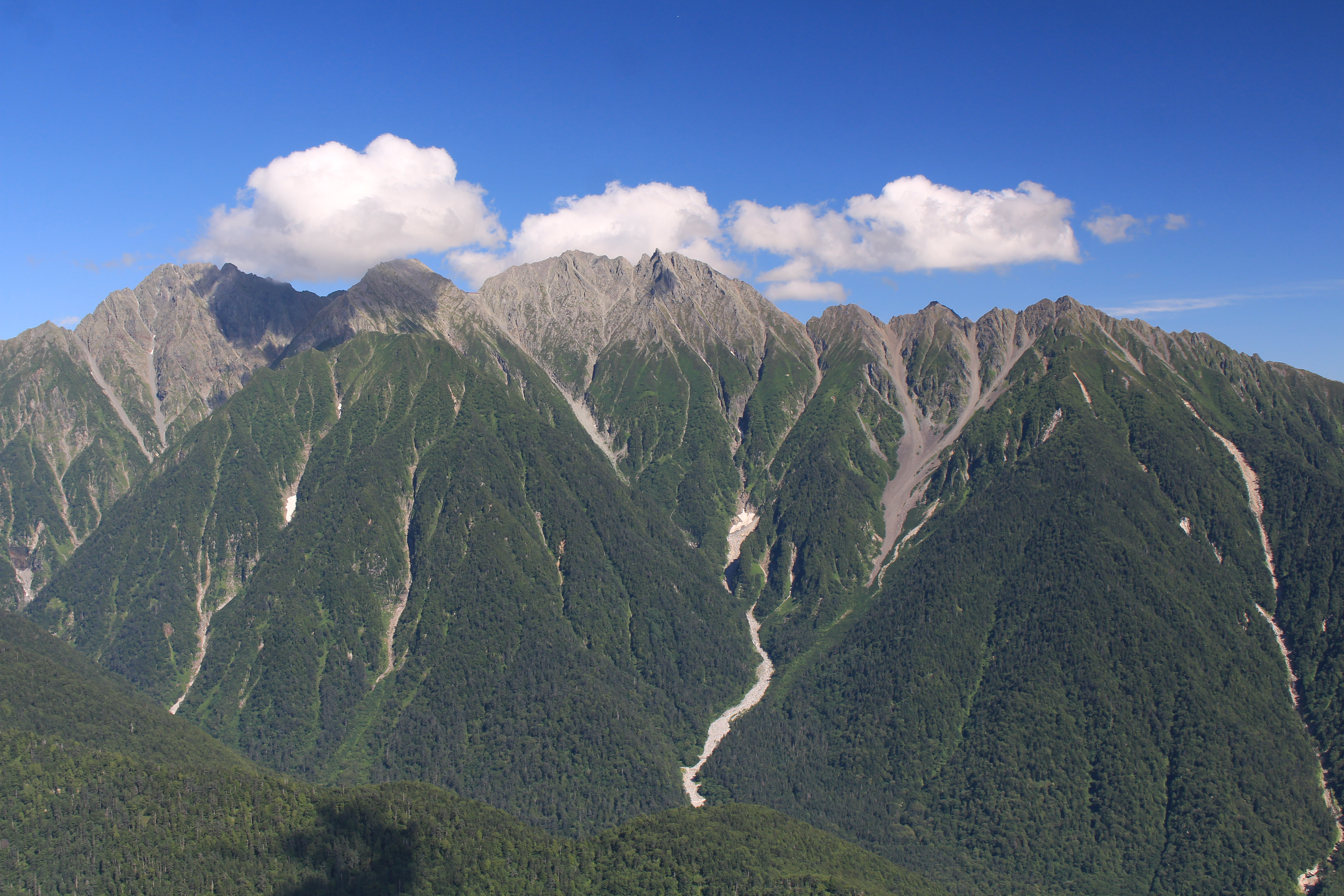
笠新道から望む穂高岳
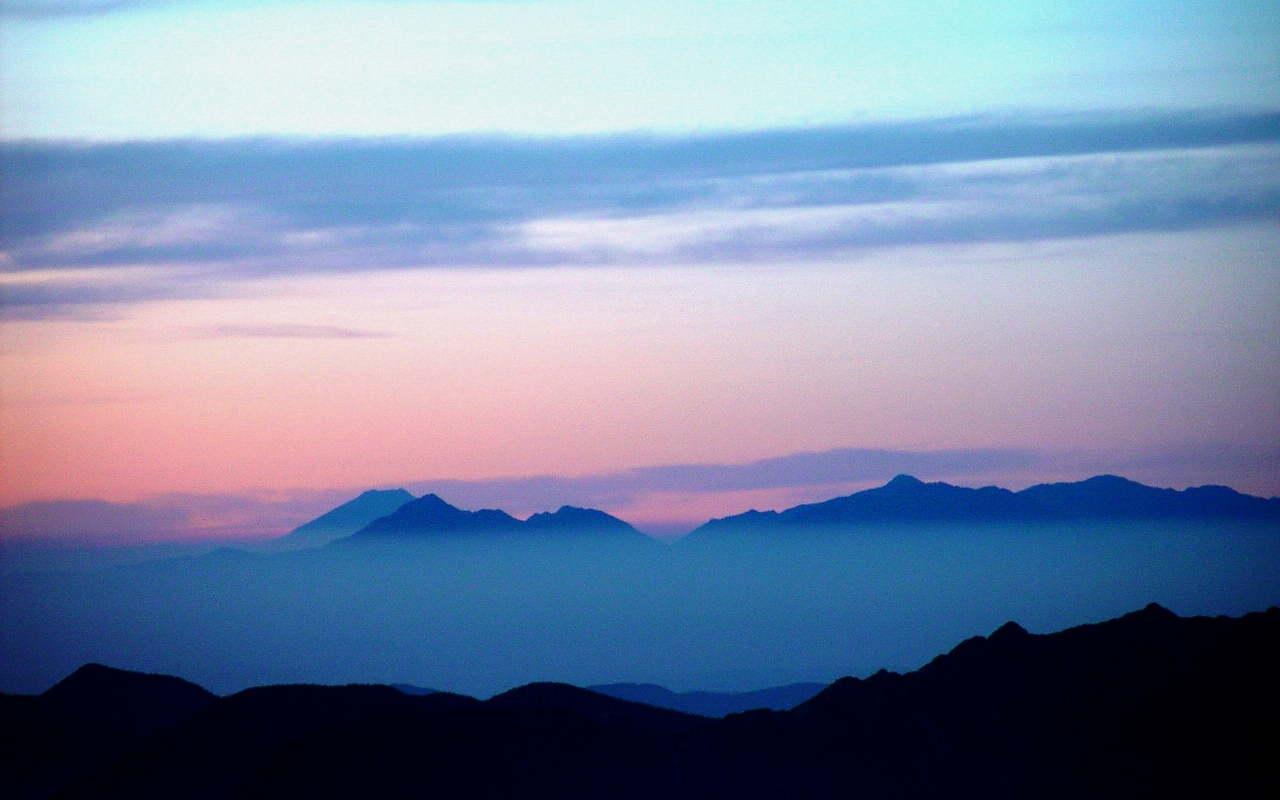
南アルプスの甲斐駒ヶ岳越しの富士山